# Salmo River
Der Salmo River ist ein 58 km langer rechter Nebenfluss des Pend Oreille River im Regional District of Central Kootenay im Südosten der kanadischen Provinz British Columbia.

## Flusslauf
Die Quelle des Salmo River bildet ein kleiner See 10 km südlich von Nelson auf einer Höhe von etwa 1020 m. Das in den Selkirk Mountains gelegene Tal wird nach Norden hin über den Cottonwood Creek zum Kootenay River entwässert. Der Salmo River fließt durch das Tal in südlicher Richtung. Der British Columbia Highway 6 (Nelson-Nelway Highway ) folgt dem Flusslauf bis 7 km vor der Mündung. Der Fluss passiert die Ortschaft Ymir sowie die Gemeinde Salmo. 12 km oberhalb der Mündung trifft der South Salmo River, bedeutendster Nebenfluss des Salmo River, von Südosten kommend auf den Fluss. Die letzten 7 km wendet sich der Salmo River nach Westen und mündet schließlich 3 km nördlich der US-Grenze in den Pend Oreille River. Dieser wird seit 1979 vom 10 km abstrom gelegenen Seven Mile Dam an der Einmündungsstelle des Salmo River aufgestaut.

## Hydrologie
Das Einzugsgebiet des Salmo River umfasst ein Areal von 1300 km². Der mittlere Abfluss 8 km oberhalb der Mündung beträgt 31,9 m³/s. Die höchsten Abflüsse treten gewöhnlich in den Monaten Mai und Juni auf.

## Flussfauna
Die größte Fischart im Salmo River ist die Stierforelle (Salvelinus confluentus). Die bedrohte Tierart erreicht eine Länge von einem Meter sowie ein Alter von bis zu 25 Jahren. Die relativ kleine Population war in den 1990er und Anfang der 2000er Jahre im Fokus verschiedener Studien. Es wurde in mehrere Exemplare ein RFID-Chip verpflanzt, um über deren Ortung mehr über deren Wanderverhalten im Flusssystem zu erfahren.